# Miroirs

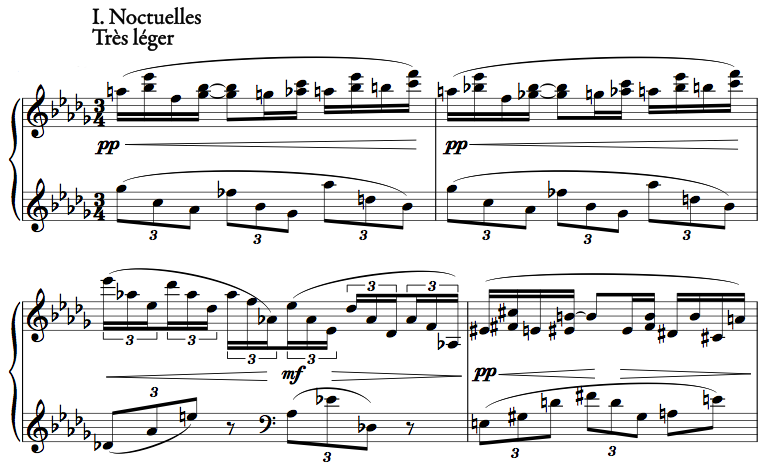
Openingsmaten van Noctuelles

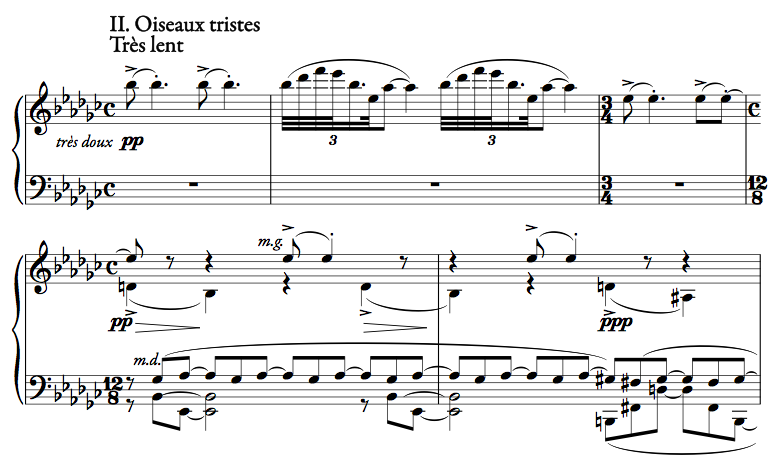
Openingsmaten van Oiseaux tristes

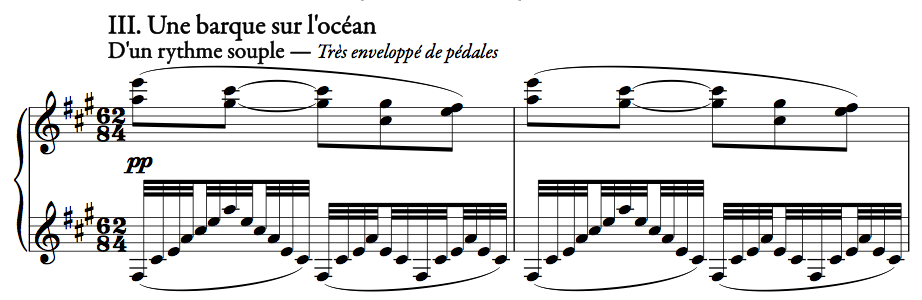
Openingsmaten van Une barque sur l'océan

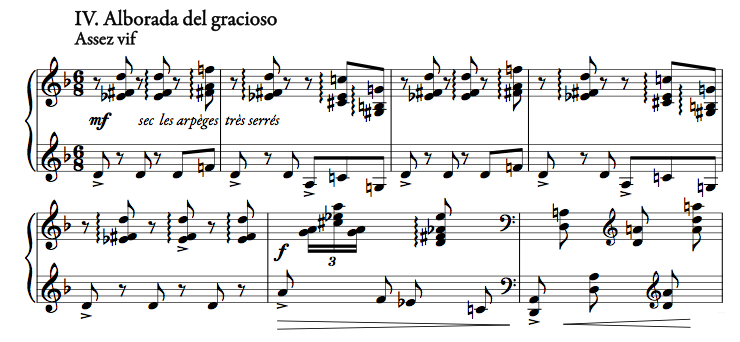
Openingsmaten van Alborada del Gracioso

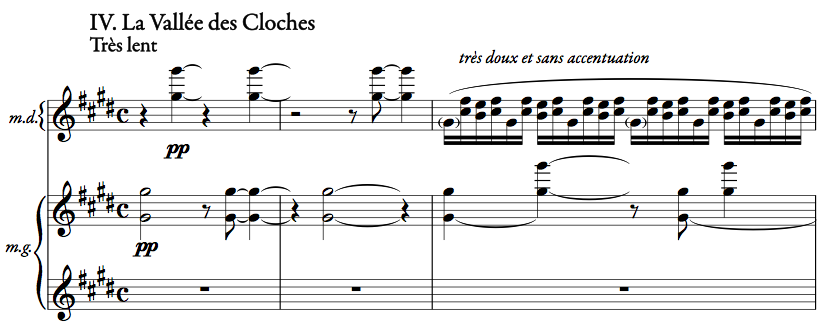
Openingsmaten van La vallée des cloches

Miroirs, of "Spiegels" is een suite voor solopiano door de Franse impressionistische componist Maurice Ravel uit 1904 - 1905. Deze werd als eerste gespeeld door Ricardo Viñes in 1906. Miroirs bestaat uit vijf delen, elk opgedragen aan een lid van de Franse impressionistische groep, Les Apaches. Miroirs is een reeks beelden die door de artistieke persoonlijkheid van de componist wordt gereflecteerd.

## Geschiedenis
Rond 1900 trad Maurice Ravel toe tot een groep van innovatieve jonge artiesten, dichters, critici en musici aangeduid als Les Apaches of "deugnieten", een term bedacht door Ricardo Viñes om te refereren aan zijn band van "artistieke verschoppelingen". Om eer te betonen aan zijn collega-kunstenaars, begon Ravel Miroirs te componeren in 1904, en maakte het af in het volgende jaar. Het derde en het vierde deel zijn later door Ravel georkestreerd, terwijl deel vijf georkestreerd werd door onder anderen Percy Grainger. De eerste uitvoering van de originele Miroirs vond plaats op 6 januari 1906 in Parijs door Ricardo Viñes.

## Structuur
Miroirs heeft vijf delen (of bewegingen), elk opgedragen aan een lid van Les Apaches:
1. Noctuelles ("Nachtvlinders") - Opgedragen aan Léon-Paul Fargue, Noctuelles is een hoog chromatisch werk, dat continu een donkere, nachtelijke stemming uitstraalt. Het middengedeelte is kalm met rijke, samenklinkende melodieën, en de recapitulatie neemt een kwint onder de eerste ingang plaats.
2. Oiseaux tristes ("Trieste vogels") - Opgedragen aan Ricardo Viñes, dit deel vertegenwoordigt een eenzame vogel die een triest deuntje fluit, waarna anderen mee gaan doen. Het onstuimige middengedeelte wordt gecompenseerd door een plechtige cadens, wat de melancholische stemming van het begin terugbrengt. Ravel beweerde dat 'Oiseaux tristes' 'verdwaalde vogels in de apathie van een somber woud tijdens de heetste uren van een zomerdag' moest oproepen. De rusteloze harmonieën zorgen voor een ongemakkelijke, drukkende sfeer.
3. Une barque sur l'océan ("Een boot op de oceaan") - Opgedragen aan Paul Sordes, het stuk vertelt over een klein bootje zoals het over de golven van de oceaan zeilt. Arpeggio's zowel als dragende melodieën imiteren de oceaanstromen.
4. Alborada del Gracioso ("Het ochtendlied van de Nar") - Opgedragen aan M. D. Calvocoressi, Alborada is een technisch uitdagend stuk dat Spaanse muziekthema's bevat in zijn gecompliceerde melodieën en ritmes. Het stuk bevat de traditionele mengeling van humor en pathos die een clown kenmerkt.
5. La vallée des cloches ("De vallei der klokken") - Opgedragen aan Maurice Delage, het stuk roept de geluiden van verscheidene klokken op door middel van het gebruik van sonore harmonieën. Geïnspireerd door het middaguurlijk klokgelui in Parijs.

## Verwijzingen
1. ↑  "Miroirs". Maurice Ravel Frontispice. https://web.archive.org/web/20100417164459/http://www.maurice-ravel.net/miroirs.htm
2. 1 2  "Miroirs". Piano Society. http://www.pianosociety.com/cms/index.php?section=171
3. ↑  Orenstein, 1991, p. 28